# Tina Thörner
Maria Kristina "Tina" Thörner, född 24 februari 1966 i Säffle, Värmlands län, är en framgångsrik svensk kartläsare inom rally.
Tina Thörner hade egentligen tänkt bli pilot och gick på flygskola i USA, men på grund av att hon möttes av många fördomar och behandlades dåligt återvände hon hem. Till följd av att hennes pojkvän körde rally började hon med kartläsning. Hennes karriär som kartläsare startade 1984. Därefter har hon bland annat vunnit tre världsmästerskap för damer. Det skedde 1990 tillsammans med Louise Aitken-Walker samt 1993 och 1994 tillsammans med Isolde Holderied.
År 2004 och 2005 var hon kartläsare i Dakarrallyt åt rallyföraren Colin McRae. Hon har även kommit tvåa i 2006 års Dakarrally och körde 2009 års Dakarrally i Argentina tillsammans med Nasser Al-Attiyah där de vann två sträckor.
Tillsammans med Andrés Esteche vann hon tv-programmet Rampfeber. Hon kom under våren 2011 på tredje plats i Let's Dance tillsammans med Tobias Karlsson.